# Дългосвиреща плоча
Дългосвиреща плоча (на английски: long-playing или съкратено LP) е поливинилхлоридна, на 33⅓ оборота в минута грамофонна плоча, обикновено с размери от 10 или 12 инча (25,4— 30,5 см) в диаметър. Форматът им е аналогов. Опитът да бъдат въведени от RCA през 1931 година завършва неуспешно, но Columbia успява да ги въведе през 1948 година. Този вид плочи остават основният звукозаписен носител до времето когато е въведен компакт диска (CD), около 1988 година. През 21 век има възобновен интерес към тях.
Съществуват още и SP (Single play) и EP (Extended play).